# Elko (Nevada)
Elko é uma cidade localizada no estado americano de Nevada, no condado de Elko, do qual é sede.

## Geografia
De acordo com o United States Census Bureau, a cidade tem uma área de 45,7 km², onde todos os 45,7 km² estão cobertos por terra.

### Localidades na vizinhança
O diagrama seguinte representa as localidades num raio de 76 km ao redor de Elko.

## Demografia
Segundo o censo nacional de 2010, a sua população é de 18 297 habitantes e sua densidade populacional é de 400,5 hab/km². Possui 7 221 residências, que resulta em uma densidade de 158 residências/km².